# Regency
Der Begriff des Regency umschreibt eine kurze Epoche (ca. 1810–1820) in der Geschichte des Vereinigten Königreiches Großbritannien und Irland, die durch Umbrüche in der Technik (beginnende Industrie) und Kultur gekennzeichnet ist. In Teilgebieten der Geschichtswissenschaft wird der Zeitraum unterschiedlich abgegrenzt. Die Epoche der Regency ist zu unterscheiden von der Régence in Frankreich.

## Begriff
In der politischen Geschichte Großbritanniens beschreibt er den Zeitraum von 1811 bis 1820. Er beginnt mit der Übernahme der Regierungsgeschäfte durch den Prince of Wales, Georg August Friedrich von Hannover, den späteren George IV., und umfasst den Zeitraum seiner Regentschaft (englisch: regency) als Prince Regent (Prinzregent). Durch die Stoffwechselkrankheit Porphyrie war sein Vater George III. nicht mehr in der Lage, die Regierung auszuüben. Politisch endete das Regency mit dem Tod Georges III. und der Inthronisierung des Prince Regent als George IV.
Die Kunstgeschichte beschreibt das Regency als Stilrichtung. Der Zeitraum weicht von den neun Jahren der Regentschaft ab. Kunstgeschichtlich wird der Beginn und das Ende des Regency unterschiedlich begründet. Eine Abgrenzung bezieht sich auf die Zeit von 1783 bis 1834. Sie beginnt mit dem Einzug des Prince of Wales in Carlton House und endet mit der Publikation von John Claudius Loudons (1783–1843) The Encyclopedia of Cottage, Farm, Villa Architecture.

## Merkmale
Das Regency war eine Epoche starker sozialer, politischer und stilistischer Veränderungen. Neue Verfahren und Maschinen wurden entwickelt und patentiert. Durch Werkstoffe wie das Gusseisen entstanden neue Industriezweige und andere veränderten sich durch die Anwendung grundlegend. Das Bauhandwerk erhielt durch das Gusseisen völlig neue Möglichkeiten. Der Ingenieur gewann an Bedeutung, die des Architekten ging verloren Mit der Entwicklung von Ersatzwerkstoffen wie dem Beton, dem Coade-Stein, der Sheffield plate oder dem Papier-mâché verschwanden traditionelle Handwerke wie das der englischen Schnitzer, wood carver, und Holzbildhauer. Die Entwicklung von  Stanz-, Hobel-, Säge- und Schnitzmaschinen veränderte die Arbeitsprozesse und das soziale Leben. Die Mechanisierung des Handwerkes und des Haushaltes wirkte sich besonders auf die Entwicklung der Gesellschaft aus. Die Kunst veränderte das Handwerk, die Industrie und die Mode nachhaltig.
Im Übergang vom 18. zum 19. Jahrhundert wurden viele bestehende Trends weiterentwickelt. In der Architektur nahm man frühere Entwicklungen des Gothic Revival oder des Klassizismus wieder auf, parallel zu Entwicklungen in Deutschland (wie etwa dem Brandenburger Tor) entstand das Greek Revival. Auch aus der Ägyptenexpedition Napoleon Bonapartes ergaben sich viele Anstöße in Architektur und Kunsthandwerk. Inneneinrichtungen orientierten sich an dem napoleonischen Empire-Stil, den allerdings der Regent mit dem Interieur seines Carlton House (und später dem Buckingham-Palast und Räumen im Windsor Castle) an Pracht und Monumentalität noch zu übertreffen suchte. So ist das Regency geprägt von einem stilistischen Eklektizismus und dem Nebeneinander verschiedener Stilrichtungen. Es markiert damit den Übergang zum Historismus im Königreich Großbritannien.

## Ausprägungen in einzelnen Bereichen

### Architekten und Architektur
- James Wyatt: Fonthill Abbey
- Benjamin Dean Wyatt: Apsley House
- Humphry Repton
- Henry Holland (1745–1806) bedeutende Werke waren: Marine Pavilion, Brooks’s Club, Carlton House, Woburn Abbey
- George Dance the Younger
- Thomas Hope: Duchess Street, Deepdene
- Sir John Soane: Pitzhanger Manor-House, Dulwich Picture Gallery, Soane House, Bank of England
- Joseph Gandy
- John Nash: Royal Pavilion, Royal Lodge, Blaise Hamlet, Regent’s Park, Regent’s Street
- Sir Jeffry Wyatville Jeffry Wyatt
- Sir Robert Smirke

### Publizisten und Illustratoren
- Rudolph Ackermann (1809–1828) The Repository of Arts, 40 volumes, (1829) Repository of Fashions, (1830) Upholsterer's repository.
- Edmund Aikin
- C.A. Busby (1833, 1835) Designs.
- John Crace
- Thomas Daniell (1795–1808) Oriental Scenery, 6-bändige Ausgabe.
- Messrs. William F. Pocock (1811) Modern Finishings.
- George Smith (Illustrator) Household Furniture. (1826) Cabinet maker's guide.
- Nathaniel Whittock (1827) Painter's Guide.
- John Claudius Loudon (1833) The Encyclopedia of Cottage, Farm, Villa Architecture.
- Raimbach Abraham (1766–1834)
- George Cruikshank (1792–1878), (1827) Illustration of Time.
- Robert Cruikshank (1789–1856)
- P. Egan (1821) Life in London. (1820–1821) Real Life in London. (1829) Finish to Life in London.
- Daniel Thomas Egerton (c. 1800–1842) (1823) Man of Fashion, (1824) Fashionable Bores, (1824) Humorous Designs, (1825) Matrimonial Ladder.
- R. Heron (1807) Comforts.
- Theodore Lane (1800–1828) Karikaturist.
- J. Leech (1825) Life of a Nobleman.
- Thomas Stothard (1755–1834)

### Malerei
- J.R. Cozens
- Angelika Kauffmann
- Sir Thomas Lawrence
- Thomas Daniell
- William Daniell

### Plastik
- Design John Flaxman

### Schriftsteller
- Thomas Love Peacock Novelle, Melincourt, (1817).
- John Claudius Loudon
- Lord Byron
- Richard Payne Knight Downton Castle
- Rev. William Gilpin
- Sir Uvedale Price
- Jane Austen
- Die englische Schriftstellerin Georgette Heyer (1902–1974) beschreibt diese Epoche, obwohl später lebend, in ihren Romanen und Kurzgeschichten ebenfalls sehr eingehend und genau mit viel fachlichem Wissen.

### Landschaftsarchitektur
- Humphry Repton, Gestalter des  Russel Square, des Attingham Parks sowie des Bloomsbury Squares

### Ingenieure
- Sir Samuel Bentham (1757–1831) war ein Architekt, Ingenieur und Erfinder.
- Marc Isambard Brunel (1769–1849) war ein Ingenieur und Erfinder.
- Isambard Kingdom Brunel (1806–1859) war ein Ingenieur.

### Sammlungen
- Richard Charles Seymour-Conway 3rd Marquess of Hertford.
- John Julius Angerstein war der Gründer der National Gallery London
- Sir Francis Baring, 1. Baronet
- die Mayer Amschel Rothschild Mayer Amschel Bauer Familie
- Nathan Mayer Rothschild

### Regency in der Literatur
Die bedeutendsten literarischen Werke, die die Regency-Zeit darstellen, hat Jane Austen geschrieben. Im 20. Jahrhundert entstand im Anschluss an das Romanwerk von Georgette Heyer das der Trivialliteratur zugerechnete Genre der Regency Romance.